# Réserve naturelle de Křivoklátsko
La réserve naturelle de Křivoklátsko (en tchèque : Chráněná krajinná oblast Křivoklátsko, généralement abrégé en CHKO Křivoklátsko) est une zone naturelle protégée de République tchèque qui couvre une superficie de 628 km2. Elle se trouve dans la partie occidentale de la région de Bohême centrale et une petite partie de la région de Plzeň au nord-est. La plupart de la région appartient aux hauts plateaux du Křivoklátská vrchovina et se trouve sur les deux rives de la rivière Berounka.

## Histoire
La réserve a été déclarée en 1978 pour protéger une zone unique avec une mosaïque d'habitats riches en espèces, principalement de vastes étendues de forêts tempérées de l'Europe centrale. La zone a été incluse dans les réserves de la biosphère de l'UNESCO un an avant en 1977. Il y existe de nombreux autres habitats, comme des steppes de roches sèches couvrant les sommets de certaines collines.
La région est également remarquable pour sa géologie diversifiée, principalement les roches volcaniques du Protérozoïque et les ardoises cambriennes riches en fossiles autour du village de Skryje, rendues célèbres par Joachim Barrande.
Le fait qu'un paysage si bien conservé soit très proche de la capitale tchèque Prague est dû au fait que Křivoklátsko fut la zone de chasse des rois et des princes tchèques depuis le Moyen Âge. La réserve est nommée d'après le château de Křivoklat dans la partie nord.

## Source de la traduction
- (en) Cet article est partiellement ou en totalité issu de l’article de Wikipédia en anglais intitulé « Křivoklátsko Protected Landscape Area » (voir la liste des auteurs).